# Формула-4

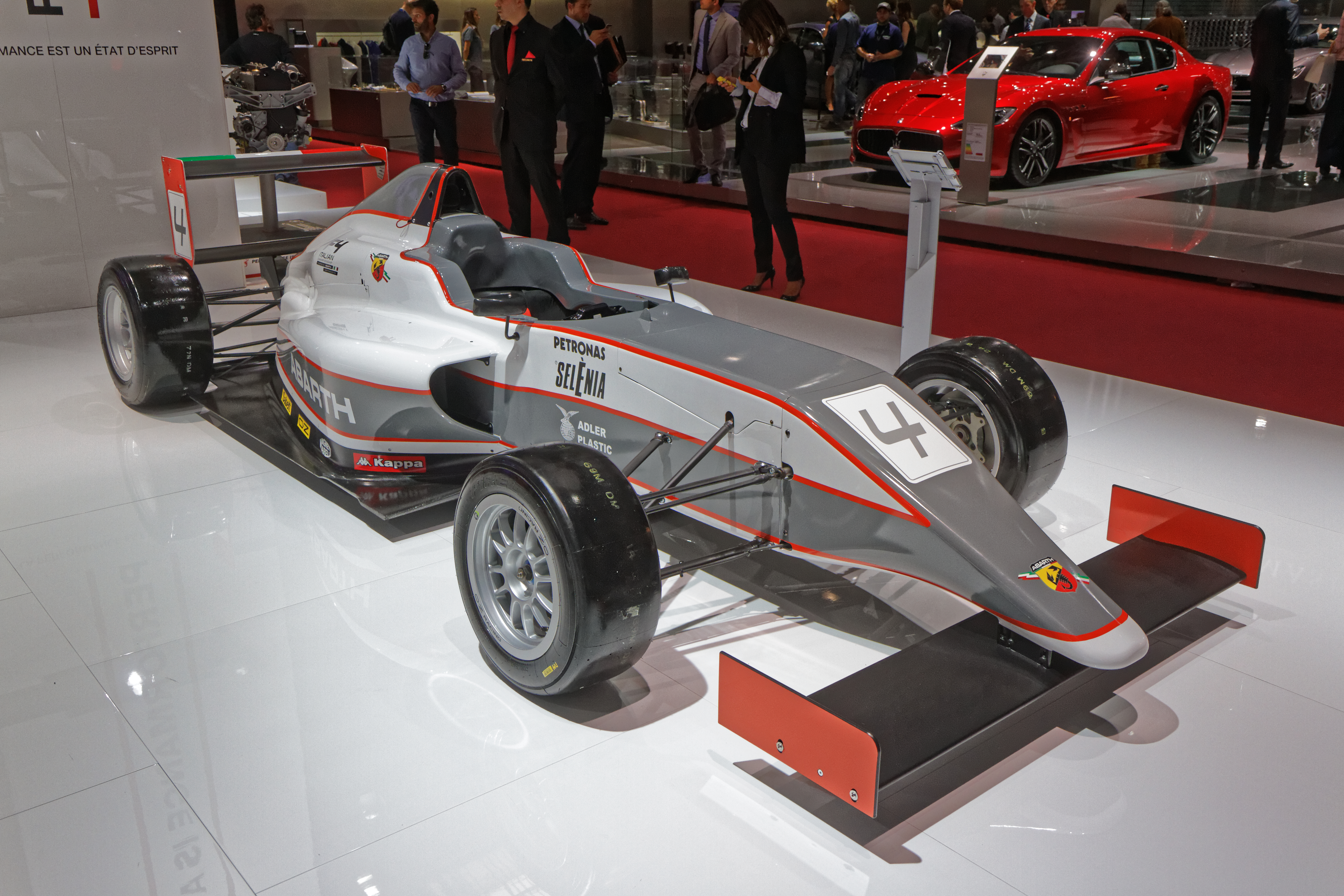
Гоночный автомобиль Abarth Tatuus F4 T014

Формула-4 — категория гоночных автомобилей с открытыми колесами формульного типа, предназначенную для начинающих автогонщиков. По регламенту данного зачёта проводится множество различных моносерий, как правило, проводимых в рамках многоклассовых национальных или региональных автогоночных серий.

## О категории
Категория Формула-4 была создана в марте 2013 года. Её организаторами были Герхард Бергер и «Открытоколёсная» комиссия ФИА. В Формуле-4 есть как спортивные и технические регламенты, так и правила, регулирующие расходы. Стоимость одного гоночного автомобиля на сезон не должна превышать 30 000 евро, а общие расходы в сезоне не могут быть выше 100 000 евро (по состоянию на 2013 год).

## Чемпионаты Формулы-4

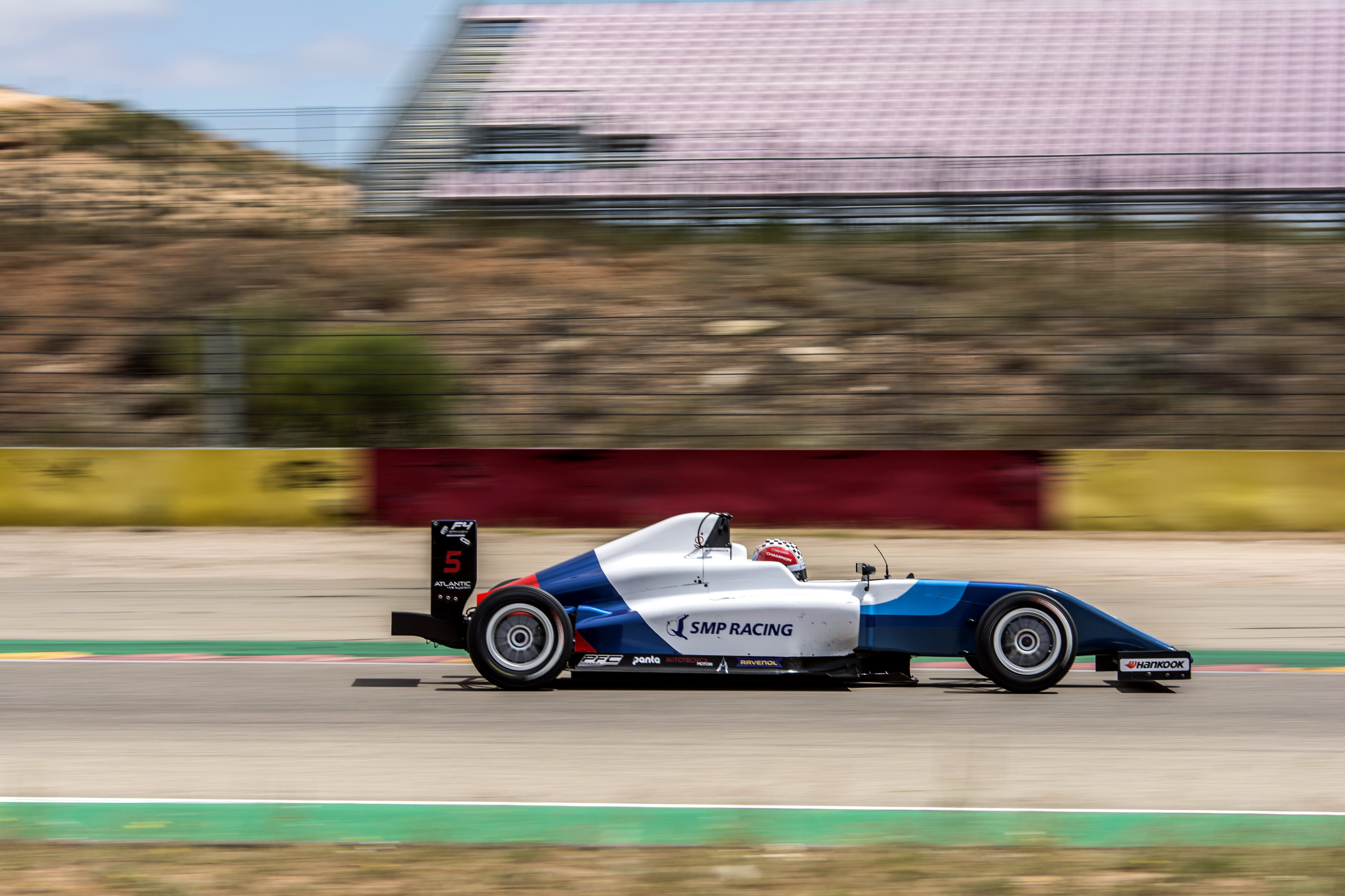
Ирина Сидоркова на этапе испанской Формулы-4, 2019 год

В настоящее время во многих странах мира появились гоночные серии категории Формула-4.

### Действующие чемпионаты

#### Чемпионаты категории Формула-4, приводящиеся по регламенту ФИА
- NACAM Формула-4
- Американская Формула-4
- Бразильская Формула-4
- Британская Формула-4
- Датская Формула-4
- Индийская Формула-4
- Испанская Формула-4
- Итальянская Формула-4
- Китайская Формула-4
- Формула-4 Объединённые Арабские Эмираты
- Японская Формула-4

#### Женский чемпионат приводящийся по регламенту ФИА
- Академия F1

#### Чемпионаты категории Формула-4, приводящиеся не по регламенту ФИА
- ACCR Формула-4
- Французская Формула-4

### Упразднённые чемпионаты
- Формула-4 Юго-Восточная Азия
- ADAC Формула-4
- Австралийская Формула-4
- Аргентинская Формула-4